# Parksosaurus
Genre
Espèce
Parksosaurus (qui signifie « lézard de William Parks ») est un genre éteint de dinosaures ornithopodes de la famille des hypsilophodontidés ayant vécu à la fin du Crétacé supérieur (Maastrichtien). Ses restes ont été extraits de la formation de Horseshoe Canyon du Crétacé supérieur dans la province de l'Alberta au Canada. Il a été décrit à partir de plusieurs squelettes articulés ainsi que d'un crâne partiel, montrant qu'il était un petit dinosaure herbivore bipède. C'est l'un des rares ornithopodes non-hadrosauridés de la fin du Crétacé qui vivait en Amérique du Nord, il y a 70 millions d'années.

## Description

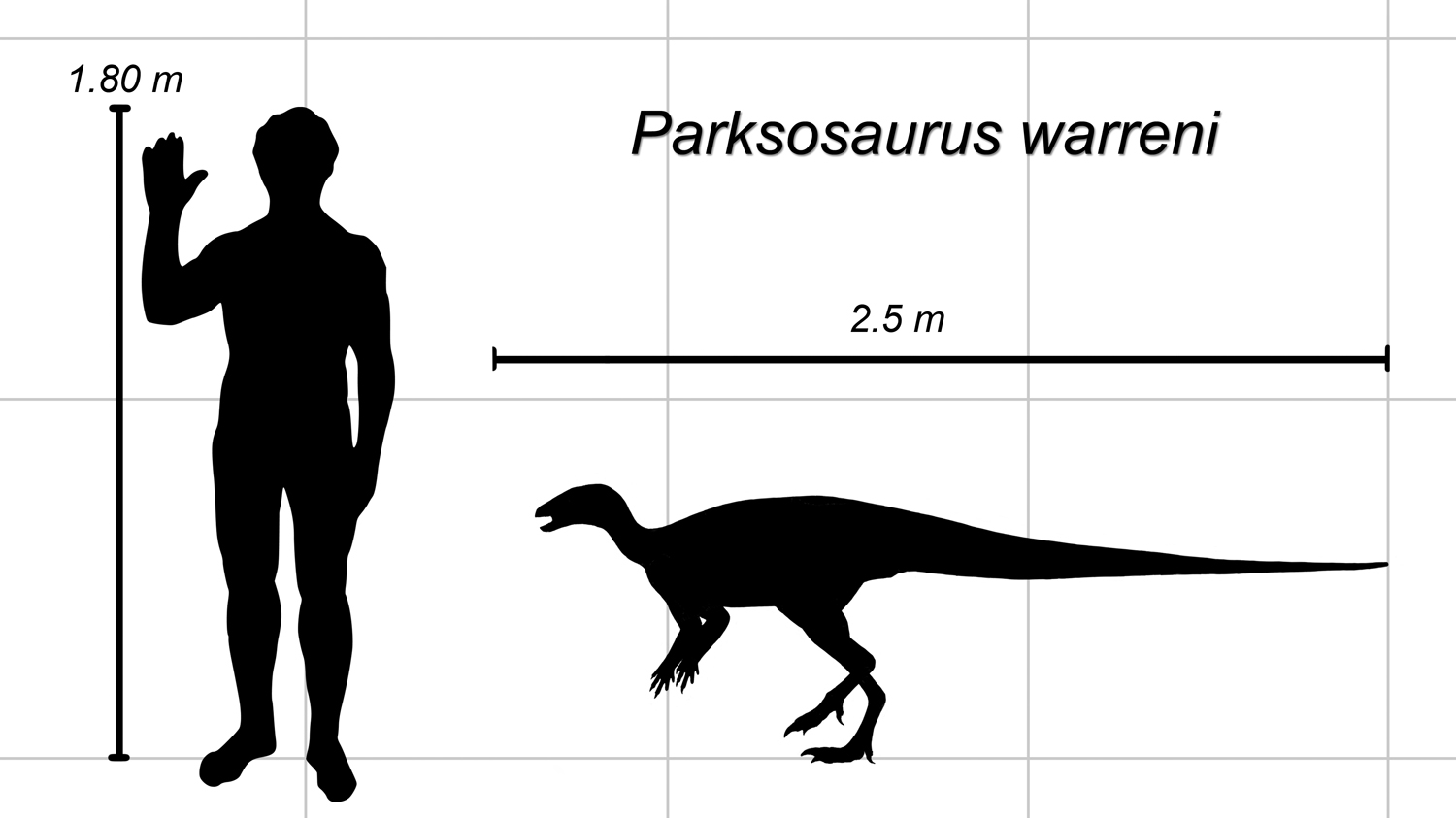
Parksosaurus : taille comparée à un humain.

Parksosaurus était un petit dinosaure bipède d'une taille et d'un poids comparable aux loups actuels. Cependant, les estimations explicites de la taille totale de ce dinosaure restent rares. En 2010, le paléontologue Gregory S. Paul a estimé une longueur de 2,5 m et un poids de 45 kg. Des membres postèrieurs de deux espèces, T. warreni et T.neglectus, ont été trouvés. Ceux de la première espèce mesuraient 93 cm contre 95,5 cm pour la seconde. Les jambes de ces deux espèces présentaient une différence notable : le tibia était plus court que la cuisse chez T. neglectus, et inversement pour T . warreni. Comme Thescelosaurus, il possédait de minces plaques cartilagineuses partiellement osseuses (intercostales) le long des côtes. Sa ceinture scapulaire est robuste. Parksosaurus possédait au moins dix-huit dents arrondies sur le maxillaire supérieur et une vingtaine sur la mâchoire inférieure. Le nombre de dents sur l'os prémaxillaire est inconnu.

## Classification
Parksosaurus est considéré comme étant un hypsilophodonte depuis sa description. En 2004, David B. Norman et son équipe ont trouvé, dans le cadre d'études sur un Hypsilophodontidae paraphylétique, que Parkosaurus était le taxon frère de Thescelosaurus. En 2008, une équipe menée par Richard Butler a constaté qu'il était  proche du genre Gasparinisaura originaire d'Amérique du Sud. Cependant, et malgré ces études, la phylogénie basale des ornithopodes reste mal connue. Comme Thescelosaurus, Parksosaurus possédait des pattes arrière relativement robustes, ainsi qu'un crâne allongé.